# アゼリアジャズオーケストラ
アゼリアジャズオーケストラは、大阪府池田市の外郭団体「いけだ市民文化振興財団」が運営するジャズのビッグバンド楽団である。
2005年、池田市営のコンサートホール「池田市民文化会館・アゼリアホール」において、その専属楽団として、ジャズ演奏家・指揮者の足立衛が主宰して結成された（そのため、「足立衛とアゼリアジャズオーケストラ」と呼称されることもある）。市営のコンサートホールを舞台とした専属のジャズオーケストラがくまれたのは、当時日本で初のことだった。
同オーケストラは20代から70代まで年齢層が幅広く、世界の著名な音楽大学・大学院で音楽を習得した実力派メンバーが多数所属し、「スウィングジャズ」と「アレンジ」を重視した演奏を展開し、毎年年2回程度のアゼリアホールでの定期演奏会、並びに毎年8月に開催される野外ジャズフェスティバルである「Jazz Picnic in 猪名川」でのフランチャイズ公演をはじめ、全国各地のコンサートに多数招待されている。
定期公演においては、スウィングジャズ、スタンダードナンバーは基より、ビーバップ、フュージョン、ドゥーアップ、映画音楽、ミュージカル、そして過去の偉大な演奏家（ジャズ・ジャイアンツ）の作品などが数多く演奏されている。